# Lycaeides misera
Lycaeides misera är en fjärilsart som beskrevs av Ruggero Verity 1919. Lycaeides misera ingår i släktet Lycaeides och familjen juvelvingar. Inga underarter finns listade i Catalogue of Life.